# Isla Pepys
La isla Pepys, llamada también Pepina, es una isla fantasma que se suponía ubicada a unas 230 millas náuticas al norte de las islas Malvinas. Fue reportada por primera vez por el pirata británico Ambrose Cowley en diciembre de 1683, quien durante su circunnavegación del planeta con el barco Bachelor's Delight la bautizó así en honor de Samuel Pepys, secretario del Almirantazgo británico y la reportó en las coordenadas (54°15′00″S 36°45′00″O / -54.25000, -36.75000).

We continued to the SW to 47ºS where we saw an unknown and uninhabited island which I named Pepys. It is a good place for fresh water and tinder. Its harbour is excellent with safe anchorage for a thousand ships. We saw an enormous number of birds on this island and we believe that there will be abundant fishing around its coasts, for they are surrounded by a bottom of sand and shingle.

(Continuamos hacia el suroeste y 47ºS donde vimos una isla desconocida y deshabitada que llamé Pepys. Es un buen lugar para el agua dulce y la yesca. Su puerto es excelente con fondeado seguro para un millar de barcos. Vimos un enorme número de aves en esta isla y creemos que habrá abundante pesca en torno a sus costas, porque están rodeadas por un fondo de arena y guijarros.)

Algunos estudiosos sugieren que Cowley habría confundido la posición del archipiélago malvinense, que ya figuraba al menos en cartas de origen holandés. Los escritos de su compañero de viaje, William Dampier, la mencionan como islas Sebaldinas, nombre entonces dado a las Malvinas. El nombre también fue aplicado erróneamente a las islas Georgias del Sur. Otra posibilidad es que tal isla fantasma fuera un espejismo o el avistamiento a lo lejos de uno de los gigantescos icebergs que se desprenden de la Antártida.
Varias expediciones intentaron ubicar las islas durante el siglo XVIII. Algunos, como John Byron, volvieron a confundirlas con las Malvinas, mientras que Louis Antoine de Bougainville, George Anson y el capitán James Cook continuaron buscándolas hasta la década de 1780.
Durante el siglo XIX el periodista e historiador ítalo-argentino Pedro de Angelis intentó reavivar el interés en la supuesta isla, de cuya existencia no dudaba.
- Datos: Q2069824